# شيمسانة
الشيمسانة (الاسم العلمي:Heliomorpha) هي جنس من الحيوانات المذيلة يوضع في فصيلته، الشيمسانات. كان يُعرف باسم مزدوج الشكل "Dimorpha"، لكن هذا الاسم اعتبر مرادفًا مبتدئًا عدة مرات.